# Schefflera stenophylla
Schefflera stenophylla är en araliaväxtart som beskrevs av Hermann August Theodor Harms. Schefflera stenophylla ingår i släktet Schefflera och familjen araliaväxter.
Artens utbredningsområde är Papua Nya Guinea. Inga underarter finns listade.